# Гнатівка (Дубенський район)
Гна́тівка — село в Україні, у Повчанській сільській громаді Дубенського району Рівненської області. Населення становить 185 осіб.

## Історія
Точної дати виникнення населеного пункту немає. Раніше вважалося, що засноване в кінці XVIII ст., зараз у літературі переважно згадується початок XIX століття.  
Перша світова війна лягла тяжким тягарем на плечі трудового селянства. 
Після звільнення села жителі активно приступили до відбудови народного господарства. Проводилось будівництво та ремонт господарських приміщень колгоспів. 
7 (20) листопада 1917 року, відповідно до Третього Універсалу Української Центральної Ради, увійшло до складу Української Народної Республіки. 
Попередня назва села - Великополянка (рідше Велика поляна), на польських картах позначалось як частина села Ельзбецін.  
12 червня 2020 року, відповідно до розпорядження Кабінету Міністрів України № 722-р від «Про визначення адміністративних центрів та затвердження територій територіальних громад Рівненської області», увійшло до складу Повчанської сільської громади.  
19 липня 2020 року, в результаті адміністративно-територіальної реформи та ліквідації Млинівського району, село увійшло до складу Дубенського району.

## Географія
Розташоване на Повчанській височині на краю дороги  Т 0303 між селами Малі Сади та Придорожнє.

## Розташування
Село Гнатівка — ексклав Повчанської сільської ради. Межує з Малосадівською сільською радою Дубенського району, та з Бокіймівською сільською радою Млинівського району.

## Екоміка
Економікоутворючим підприємством є цегельний завод. Наразі не працює.
Більшість жителів села зайняті у сільському господарстві.

## Відомі люди
- Перета Денис Русланович (13.01.2000 - 09.11.2024) - військовий, старший сержант, учасник російсько-української війни. Загинув при виконанні бойового завдання поблизу села Свердликово Курської області Російської Федерації[5][6].